# Jeff Gordon

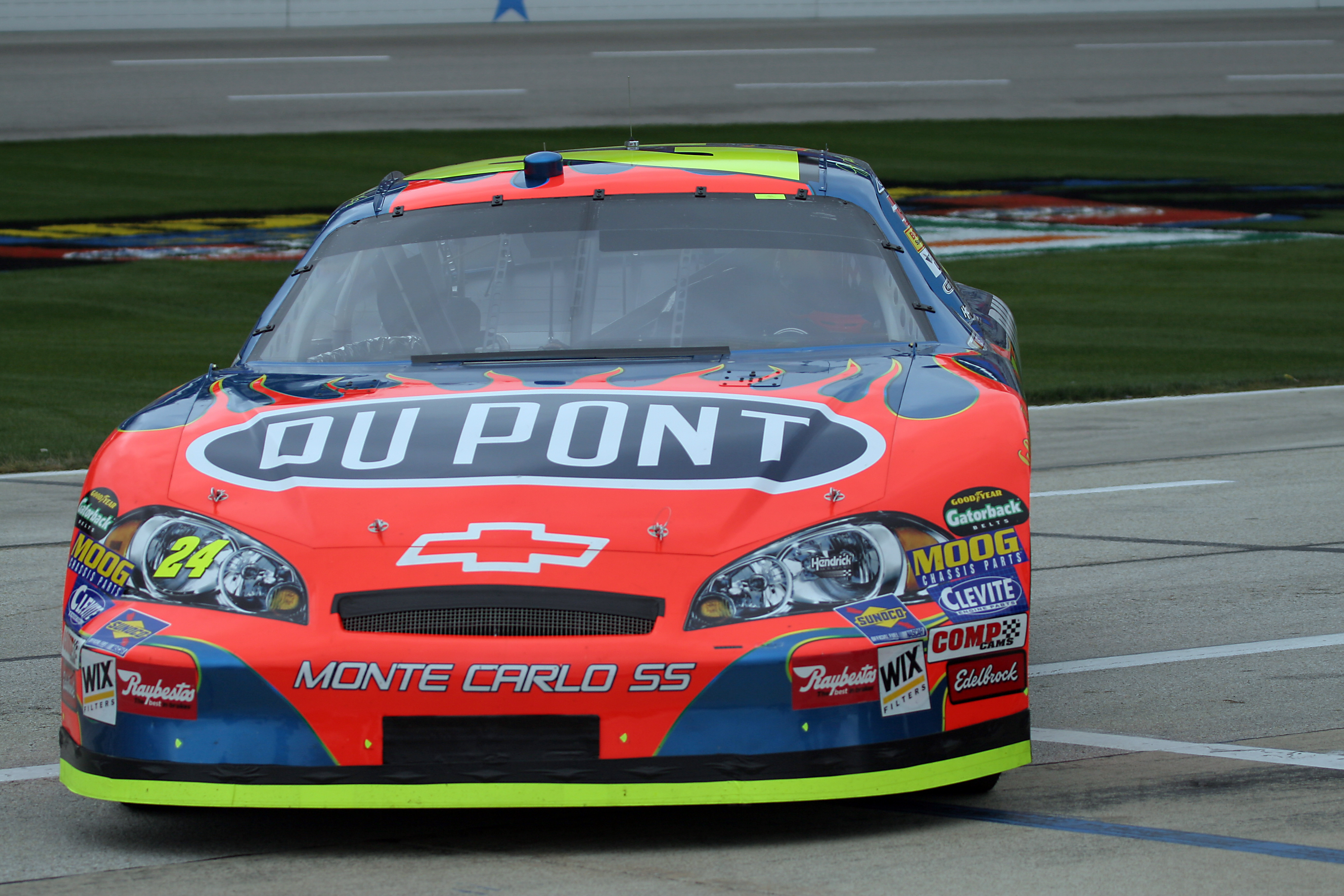
Gordons racewagen uit 2007.

Jeffery Michael "Jeff" Gordon (Vallejo (Californië), 4 augustus 1971) is een Amerikaans sportverslaggever, teameigenaar en voormalig autocoureur. Hij werd in 1993 prof bij Hendrick Motorsports. Gordon won in 1995, 1997, 1998 en 2001 de NASCAR Sprint Cup, toentertijd genaamd Winston Cup Series. Tegenwoordig is hij commentator bij alle wedstrijden in de NASCAR Cup Series op FOX.

## Carrière
Gordon reed in 1990 voor het eerst in de Busch Series, de op een na hoogste NASCAR series. Hij won dat jaar de trofee Rookie of the year. Hij behaalde tussen 1992 en 2000 vijf overwinningen in deze raceklasse. In 1992 reed hij in de NASCAR Winston Cup, de hoogste NASCAR competitie. Hij behaalde zijn eerste overwinning op de Charlotte Motor Speedway in 1994 en won later dat jaar de Brickyard 400 op de Indianapolis Motor Speedway.
In 1995 won hij zeven races en won hij voor de eerste keer het kampioenschap. In 1996 werd hij vice-kampioen met tien overwinningen. In 1997 won hij eveneens tien keer en won dat jaar het kampioenschap voor de tweede keer. Hij won dat jaar voor de eerste keer de Daytona 500, wat hij overdeed in 1999 en 2005. Tijdens het kampioenschap van 1998 won hij dertien races en zo won hij de titel een derde keer. In 2001 won hij het kampioenschap voor de vierde keer. Hij werd derde in het kampioenschap in 2004 en 2009 en een tweede keer vice-kampioen in 2007. Gordon reed zijn hele Winston/Sprint Cup-carrière voor Hendrick Motorsports. Hij werd later mede-eigenaar van het team.

## Persoonlijk leven
Gordon huwde in 2006 met het Belgisch model Ingrid Vandebosch. Het is zijn tweede huwelijk. Ze hebben samen een dochter, Ella Sofia, geboren in 2007 en een zoon Leo Benjamin, geboren in 2010

## Carrièreoverzicht

#### 24 uren van Daytona
| 2007 | DP | 10 | SunTrust Racing     | Pontiac Riley DP | Wayne Taylor Max Angelelli Jan Magnussen | 666 | 3 | 3 |
| 2017 | P  | 10 | Wayne Taylor Racing | Cadillac DPi     | Jordan Taylor Ricky Taylor Max Angelelli | 659 | 1 | 1 |

### International Race of Champions
| International Race of Champions resultaten | International Race of Champions resultaten | International Race of Champions resultaten | International Race of Champions resultaten | International Race of Champions resultaten | International Race of Champions resultaten | International Race of Champions resultaten | International Race of Champions resultaten |
| Jaar                                       | Wagen                                      | 1                                          | 2                                          | 3                                          | 4                                          | Pos                                        | Punten                                     |
| ------------------------------------------ | ------------------------------------------ | ------------------------------------------ | ------------------------------------------ | ------------------------------------------ | ------------------------------------------ | ------------------------------------------ | ------------------------------------------ |
| 1995                                       | Dodge                                      | DAY 11                                     | DAR 2                                      | TAL 5                                      | MCH 3                                      | 4th                                        | 51                                         |
| 1996                                       | Pontiac                                    | DAY 6                                      | TAL 7                                      | CLT 5                                      | MCH 12                                     | 10th                                       | 30                                         |
| 1997                                       | Pontiac                                    | DAY 9                                      | CLT 3                                      | CAL 5                                      | MCH 9                                      | 6th                                        | 39                                         |
| 1998                                       | Pontiac                                    | DAY 1                                      | CAL 3                                      | MCH 8                                      | IND 9                                      | 3rd                                        | 51                                         |
| 1999                                       | Pontiac                                    | DAY 6                                      | TAL 4                                      | MCH 7                                      | IND 2                                      | 5th                                        | 49                                         |
| 2000                                       | Pontiac                                    | DAY 10                                     | TAL 5                                      | MCH 7                                      | IND 4                                      | 6th                                        | 37                                         |